# Djavan

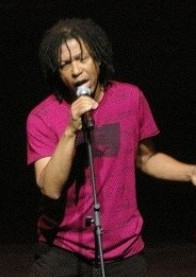
Djavan während eines Konzerts in Santiago de Chile, 18. Mai 2008

Djavan (* 27. Januar 1949 in Maceió in Alagoas; eigentlich Djavan Caetano Viana) ist ein brasilianischer Komponist, Gitarrist und Sänger der brasilianischen populären Musik (Música Popular Brasileira).

## Leben und Werk
Als Sohn einer armen afro-brasilianischen Familie im Nordosten Brasiliens geboren, bildete er die Gruppe Luz, Som, Dimensão (Licht, Ton, Dimension), die u. a. Beatles-Titel in Nachtclubs in Maceió spielte. 1973 zog er nach Rio de Janeiro und begann in Nachtclubs zu singen. Nach Teilnahme an einigen Gesangs-Wettbewerben erschien 1976 sein erstes Album A Voz, o Violão e a Arte de Djavan mit seinem Hit Flor de Lis. Weitere Hits von ihm waren Açaí, Sina und Samurai. Zu seinen bekannten Kompositionen zählen auch Meu Bem Querer, Oceano, Se..., Faltando um Pedaço, Esquinas, Seduzir, Pétala, Lilás, A Ilha, Fato Consumado, Álibi, Azul, Cigano und Serrado.
Seine Lieder wurden u. a. von Al Jarreau, Carmen McRae, The Manhattan Transfer (auf Brasil), Loredana Bertè und von den Brasilianern Gal Costa, Dori Caymmi, Nana Caymmi, Lenine, João Bosco, Chico Buarque, Daniela Mercury, Ney Matogrosso, Dominguinhos, Caetano Veloso, Maria Bethânia (ihr größter Erfolg Álibi é gravada 1978), Johnny Alf interpretiert. Auf der Single Stephen's Kingdom von 1988 tritt Stevie Wonder als Gast-Star auf.
Sein Live-Konzert Doppel-Album Ao Vivo von 1999 war mit 1,2 Millionen verkauften Exemplaren ein Bestseller. Sein Acelerou wurde bester brasilianischer Song des Jahres 2000 und erhielt einen Grammy im Bereich „Latin Music“.

## Diskografie
- 1976: A voz, o violão, a música de Djavan Som Livre, LP, CD
- 1978: Djavan, EMI/Odeon, LP, CD
- 1980: Alumbramento, EMI/Odeon, LP, CD
- 1981: Seduzir, EMI/Odeon, LP, CD
- 1982: Luz, Sony Music, LP, CD
- 1983: Para viver um grande amor (Film Soundtrack), CBS, LP
- 1984: Lilás, CBS LP, CD
- 1986: Meu lado, CBS LP, CD
- 1987: Não é azul mas é mar, CBS LP, CD
- 1988: Brazilian Knights and a Lady (mit Ivan Lins und Patti Austin), CD
- 1989: Djavan, CBS, CD (BR: Platin)
- 1990: Puzzle of Hearts, CBS, CD
- 1992: Coisa de acender, Sony Music, CD (BR: Gold)
- 1994: Novena, Sony Music, CD (BR: Gold)
- 1996: Malásia, Sony Music, CD
- 1997: Songbook Djavan (3 CD), Lumiar Discos, CD
- 1998: Bicho solto o XIII, Sony Music, CD
- 1999: Djavan "ao vivo" (Live-Konzert, 2 CD), Epic/Sony Music CD, DVD
- 2001: Milagreiro, Epic/Sony Music, CD (BR: Gold)
- 2004: Vaidade, Luanda Records, CD
- 2005: Djavan na Pista, etc. Luanda Records, CD
- 2006: Perfil (BR: Platin)
- 2008: Matizes
- 2010: Ária, Luanda Records, CD, DVD
- 2011: Ária Ao Vivo, Luanda Records, CD, DVD
- 2012: Rua dos Amores, Luanda Records, CD, DVD
- 2016: Vidas Pra Contar

## Auszeichnungen für Musikverkäufe
| Goldene Schallplatte - Brasilien - 2000: für das Album Meus Momentos (Universal Music) - 2002: für das Album Série Bis - 2015: für das Album Djavan – Obra Completa de 1976 a 2010 - 2020: für das Videoalbum Djavan "ao vivo" Platin-Schallplatte - Brasilien - 1997: für das Album Meus Momentos (EMI Music) - 2000: für das Album Djavan Ao Vivo Duplo - 2002: für das Album Djavan – Novelas - 2002: für das Videoalbum Djavan – Milagreiro Ao Vivo | 2× Platin-Schallplatte - Brasilien - 2000: für das Album Djavan Ao Vivo Duplo – Vol. 1 - 2000: für das Album Djavan Ao Vivo Duplo – Vol. 2 |

| Land/RegionAuszeichnungen für Musikverkäufe (Land/Region, Auszeichnungen, Verkäufe, Quellen) | Gold     | Platin       | Verkäufe  | Quellen             |
| -------------------------------------------------------------------------------------------- | -------- | ------------ | --------- | ------------------- |
| Brasilien (PMB)                                                                              | 7× Gold7 | 10× Platin10 | 2.565.000 | pro-musicabr.org.br |
| Insgesamt                                                                                    | 7× Gold7 | 10× Platin10 |           |                     |